# Hydraena rivularis
Hydraena rivularis är en skalbaggsart som beskrevs av Guillebeau 1896. Hydraena rivularis ingår i släktet Hydraena och familjen vattenbrynsbaggar. Inga underarter finns listade i Catalogue of Life.